# Johnius latifrons
Johnius latifrons är en fiskart som beskrevs av Sasaki 1992. Johnius latifrons ingår i släktet Johnius och familjen havsgösfiskar. Inga underarter finns listade i Catalogue of Life.